# Raccord hydraulique
Les raccords hydrauliques sont des composants utilisés pour connecter des tuyaux et des composants hydrauliques dans les systèmes de fluides industriels. Ils sont conçus pour fournir une connexion solide et étanche pour les fluides, tels que l'huile, l'eau ou l'air comprimé, et sont fabriqués à partir de différents matériaux comme le laiton, l'acier inoxydable et le plastique.
Les raccords hydrauliques sont disponibles dans différentes formes et tailles pour s'adapter à divers types de tuyaux et d'applications. Ils peuvent inclure des raccords filetés, des raccords à brides, des raccords à compression et des raccords à visser. Les raccords filetés sont souvent utilisés dans les applications domestiques, tandis que les raccords à brides sont utilisés dans les systèmes industriels pour une connexion plus robuste.
Les raccords hydrauliques sont soumis à des pressions et à des températures élevées dans les systèmes de fluides, il est donc important de sélectionner les bonnes spécifications de raccords pour chaque application. Les raccords doivent être compatibles avec le type de fluide qui circule dans le système, ainsi que les températures et les pressions maximales.
L'utilisation de raccords hydrauliques de mauvaise qualité peut entraîner des fuites, des pertes de pression et des dommages aux composants du système. Cela peut entraîner des coûts supplémentaires pour les réparations et la maintenance, ainsi qu'une interruption de l'opération des machines et des équipements.